# PKS 0426-380
PKS 0426-380, également nommée QSO B0426-380 ou RX J0428.6-3756, est un blazar à très haute énergie de type FSRQ (flat-spectrum radio quasars) de la constellation du Burin. Il a été découvert en 1981 par une équipe de 4 astronomes américains travaillant avec le VLA dans des fréquences de 5 GHz, PKS 0426-380 est apparu comme une source radio hyper-lumineuse. Selon les valeurs de décalage vers le rouge enregistrées par le Two-micron All-Sky Survey, le blazar se situerait à 1,5 milliard d'années-lumière de la Terre.

## Variabilité
PKS 0426-380 est un blazar à haute énergie dont tout le spectre électromagnétique varie dans une période de 3,35 ans avec une incertitude de ± 0,68 an, mais le spectre ultraviolet enregistré entre 2005 et 2013 dans la base de données ASI ne semble pas montrer de variabilité. Le télescope spatial Fermi a détecté plusieurs photons et neutrinos hyper-énergétiques dont l'énergie était supérieure à 100 GeV, ces particules montrent que le blazar était en phase d'éruption, selon son décalage vers le rouge, il serait le blazar éruptif le plus lointain connu. Les éruptions se produisent dans des stades irréguliers, elles se composent de plusieurs phases ; la pré-éruption, le moment où les particules émises atteignent des énergies supérieures à 100 GeV, la phase d'éruption, la moment où les particules émises atteignent des énergies supérieures à 10 EeV et une phase dite "sombre", quand l'émission du blazar baisse en intensité et atteint des énergies inférieures à 100 MeV.

## Propriétés physiques
La luminosité radio émise lors des phases éruptives de PKS 0426-380 est estimée à 72 × 10^42 ergs,  le rapport entre la luminosité éruptive et la masse du trou noir central des blazars ainsi que la mesure sur la raie d'émission Mg II faite par le VLT prédit la présence d'un trou noir d'une masse de 10 milliards de M☉. La mesure de la vitesse des gaz ainsi que la dispersion des vitesses faite en mesurant la luminosité émise par PKS 0426-380 dans la bande V prédit quant à elle un trou d'une masse de 0.9 ± 1.3 milliard de M☉. Les modèles informatiques faits à partir des données enregistrées par le Fermi-LAT, prédisent eux, la présence d'un trou noir d'une masse de 400 millions de M☉. Le Fermi-LAT a enregistré des photons et neutrinos dont l'énergie est supérieure à 30 TeV voire 10 EeV, faisant de PKS 0426-380, l'objet astronomique dont les niveaux d'énergie sont les plus hauts jamais enregistrés. Par comparaison, le 22 septembre 2017, le télescope à neutrinos IceCube a détecté un neutrino muonique de haute énergie, appelé IceCube-170922A. Le neutrino était originaire du blazar TXS 0506+056 et avait une énergie d'environ 2.9 x 10^15 eV face à 10 x 10^18  eV pour les photons et neutrinos émis par PKS 0426-380.